# Gatundu
Gatundu è una città del Kenya nella contea di Kiambu.

## Collegi elettorali
Insieme ai suoi sobborghi forma due collegi elettorali: "Gatundu Nord" e "Gatundu Sud"'.

## Geografia
La città è situata a 15 km ad ovest di Thika e a 15 km a nord-est di Kiambu e appartiene alle terre rurali a nord della capitale, Nairobi.

## Società

### Evoluzione demografica
Le popolazioni locali sono maggiormente della tribù Kikuyu.

## Storia
Il primo presidente keniota Jomo Kenyatta proviene da Gatundu, così come suo figlio, Uhuru Kenyatta, anche lui leader politico.